# Kienbaum Consultants International
 (janvier 2021).
Si vous disposez d'ouvrages ou d'articles de référence ou si vous connaissez des sites web de qualité traitant du thème abordé ici, merci de compléter l'article en donnant les références utiles à sa vérifiabilité et en les liant à la section « Notes et références ».
Kienbaum est une entreprise allemande de conseil en recrutement (KEC), et de conseil en management (KMC). Elle a été créée par Gerhard Kienbaum le 15 octobre 1945. Elle propose, entre autres, du conseil en recrutement, en gestion des ressources humaines, du conseil en management ainsi qu'en communication.

## Historique
Le 15 octobre 1945, l'ingénieur Gerhard Kienbaum ouvre un bureau de "conseil technique, traduction et représentation" dans sa ville natale de Gummersbach pour aider à la reconstruction et à la réorganisation des entreprises industrielles touchées par la guerre. Il choisit comme slogan „Für andere Probleme lösen und aus Problemen Chancen machen“, ce qui signifie "Résoudre les problèmes des autres, et transformer ces problèmes en opportunités". Il parcourt alors la région de Rhénanie-du-Nord-Westphalie à vélo pour proposer ses services.
En 1957, "Kienbaum" possède des bureaux à Hambourg, Francfort-sur-le-Main et Dusseldorf, et emploie près de 90 personnes. Le premier bureau à l'étranger est ouvert à Vienne (Autriche) en 1958.